# 费朗萨克
费朗萨克（法語：Ferrensac，法語發音：[fɛʁɑ̃sak]）是法国洛特-加龙省的一个市镇，属于洛特河畔新城区。

## 地理
费朗萨克（44°38'29"N, 0°37'52"E）面积12.32 平方千米，位于法国新阿基坦大区洛特-加龍省，该省份为法国西南部内陆省份，北起多爾多涅省，西接吉倫特省和朗德省，南至热尔省，东临塔恩-加龙省和洛特省。
与费朗萨克接壤的市镇（或旧市镇、城区）包括：布尔内勒、卡斯蒂约内斯、卡瓦尔克、杜德拉克、卢格拉特、蒙托、德罗河畔圣康坦。

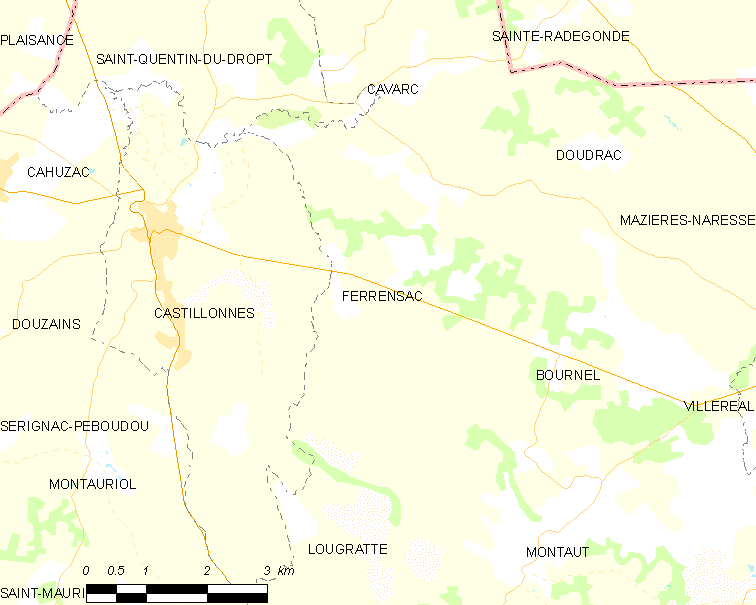
费朗萨克的OSM定位图

费朗萨克的时区为UTC+01:00、UTC+02:00（夏令时）。

## 行政
费朗萨克的邮政编码为47330，INSEE市镇编码为47096。

## 政治
费朗萨克所属的省级选区为德罗河谷县。

## 人口

1962-2008年间费朗萨克人口变化图示

费朗萨克于2022年1月1日时的人口数量为202人。